# Sárgaszemüvegű bülbül
A sárgaszemüvegű bülbül (Pycnonotus urostictus) a verébalakúak (Passeriformes) rendjébe, ezen belül a bülbülfélék (Pycnonotidae) családjába és a Pycnonotus nembe tartozó faj. 19 centiméter hosszú. A Fülöp-szigetek nedves erdőiben él, 1000 méteres tengerszint feletti magasságig. Valószínűleg gyümölcsökkel és rovarokkal táplálkozik. Márciustól augusztusig költ.

## Alfajok
- P. u. ilokensis (Rand & Rabor, 1967) – észak-Luzon;
- P. u. urostictus (Salvadori, 1870) – közép- és dél-Luzon, Polillo, Catanduanes;
- P. u. atricaudatus (Parkes, 1967) – Samar, Biliran, Leyte, Panaon, Bohol, Negros;
- P. u. philippensis (Hachisuka, 1934) – Dinagat, Siargao, Bucas, Mindanao (kivéve a nyugati részt);
- P. u. basilanicus (Steere, 1890) – nyugat-Mindanao, Basilan.

## Fordítás
- Ez a szócikk részben vagy egészben  a   Yellow-wattled bulbul című angol Wikipédia-szócikk fordításán alapul.  Az eredeti cikk szerkesztőit annak laptörténete sorolja fel. Ez a jelzés csupán a megfogalmazás eredetét és a szerzői jogokat jelzi, nem szolgál a cikkben szereplő információk forrásmegjelöléseként.